# Carolina Marínová
Carolina Maria Marínová Martínová (* 15. června 1993) je španělská profesionální badmintonová hráčka. Je olympijská vítězka, trojnásobná světová šampionka, šestinásobná mistryně Evropy a bývalá světová jednička. V žebříčku BWF ženské dvouhry držela první příčku 66 týdnů. Je široce považována za jednu z největších atletek v ženském badmintonu. Je držitelkou toho vyznamenání, protože vyhrála medaili téměř na každém turnaji BWF, spolu s po sobě jdoucími zlaty na mistrovství světa a mistrovství Evropy.
Třikrát se stala mistryní světa ve dvouhře žen, vyhrála v letech 2014, 2015 a 2018, a stala se tak vůbec první badmintonovou sportovkyní, které se to povedlo. Také šestkrát za sebou vyhrála titul mistra Evropy, v letech 2014, 2016, 2017, 2018, 2021 a 2022. Vyhrála zlatou olympijskou medaili v ženské dvouhře roku 2016 v Riu.
Marín byla jmenována ambasadorem značky hlavní fotbalové LaLigy.

## Kariéra
Svůj první velký titul získala na irském mezinárodním turnaji, když prošla kvalifikační fází a ve finále porazila nizozemskou hráčku Rachel Van Cutsenovou.
Soutěžila také na mistrovství světa juniorů v Taipei, kde se dostala do semifinále, ale prohrála s Elisabeth Purwaningtyas z Indonésie a spokojila se s bronzovou medailí.